# Nowy cmentarz żydowski w Drobinie
Nowy cmentarz w Drobinie – kirkut mieści się w Drobinie przy ul. Sierpeckiej 54. Powstał w pierwszej połowie XVIII wieku. Ostatni pogrzeb odbył się w 1939. W czasie II wojny światowej został zdewastowany przez nazistów. Macewy użyto do układania bruku. Kirkut ma powierzchnię 0,5 ha. Zachowała się tylko jedna macewa. W 1964 wzniesiono pomnik ku czci zamordowanych drobińskich Żydów. W 1975 kirkut został uporządkowany i ogrodzony przez żydowską gminę wyznaniową.